# 39463 Phyleus
39463 Phyleus este o planetă minoră (asteroid), cu un diametru de 12,917 km, din Asteroid troian al lui Jupiter. A fost descoperită pe 19 septembrie 1973 la Observatorul Palomar de Cornelis Johannes van Houten. 
Obiectul prezintă o orbită caracterizată de o semiaxă mare de 5,1717994 UAi, o excentricitate de 0,087, o înclinație de 5,76477 ° în raport cu ecliptica.